# World Games 1981
World Games 1981 – pierwsza edycja World Games, która odbyła się w kalifornijskim mieście Santa Clara. Udział wzięło 1546 sportowców, którzy rywalizowali w 16 dyscyplinach sportowych.

## Rozgrywane dyscypliny
1. Badminton (szczegóły)
2. Baseball (szczegóły)
3. Bowling (szczegóły)
4. Casting (wędkarstwo rzutowe) (szczegóły)
5. Gimnastyka akrobatyczna (Skoki na trampolinie, Skoki na ścieżce)
6. Karate (szczegóły)
7. Kulturystyka (szczegóły)
8. Narciarstwo wodne (szczegóły)
9. Przeciąganie liny (szczegóły)
10. Pływanie z płetwami (szczegóły)
11. Racquetball
12. Softball (szczegóły)
13. Taekwondo (szczegóły)
14. Trójbój siłowy
15. Wrotkarstwo (szczegóły) (Wrotkarstwo artystyczne, Hokej na rolkach, Wrotkarstwo szybkie)

## Dyscypliny pokazowe
- Piłka wodna (szczegóły)